# Helen Retires
Helen Retires er George Antheils anden opera. Librettoen er skrevet af John Erskine og baseret på romanen The Private Life of Helen of Troy (1925). Den blev skrevet i 1931, men ikke opført før 1934, hvor den blev produceret af Juilliard School (hvor Erskine var præsident).

## Synopsis
Operaen fortæller historien om Helena fra Troja efter hendes mand Menelaos' død. Operaen starter med gravøllet. Helena søger så ned til Hades for at søge Achilleus på øen Blest.
Efter at have fundet Achilleus vender de to tilbage fra underverdenen og synger kærlighedsduetter, indtil en gammel fisker overbeviser Helena om, at ingen kærlighed kan vare evigt. Hun sender derefter Achilleus tilbage til Hades og lægger sig til at dø. Men så kommer der en ung fisker, der danser og overbeviser Helena om at give kærligheden en chance til. 